# Марк Гонсалес
Марк Де́нніс Гонса́лес Го́фманн (ісп. Mark Dennis González Hoffman, відоміший як Марк Гонса́лес; народився 10 липня 1984; Дурбан, Південна Африка) — чилійський футболіст, лівий півзахисник. Наразі виступає за ЦСКА (Москва) в Російській Прем'єр-лізі. У складі національної збірної Чилі учасник у чемпіонату світу 2010.

## Клубна кар'єра
Вихованець клубу «Універсідад Католіка». У 2002 році дебютував у Прімера Дивізіоні і провів 6 матчів. В сезоні 2003 року провів 28 матчів і забив 7 голів. У 2004 році зіграв 8 матчів і забив 1 гол. Того ж сезону перейшов до «Альбасете» і провів у Ла Лізі 25 матчів і забив 5 голів. «Альбасете» і «Ліверпуль» домовились про перехід Гонсалеса влітку 2005 року, однак згодом Марк отримав травму, а англійська влада відмовила йому у видачі робочої візи. У сезоні 2005—06 виступав в оренді за «Реал Сосьєдад», провів 16 матчів і забив 5 голів. 
9 серпня 2006 року Гонсалес дебютував у складі «Ліверпуля», вийшовши на 85-й хвилині першого матчу третього кваліфікаційного раунду Ліги чемпіонів на заміну Стівену Джеррарду. Вже через три хвилини він забив свій перший гол за «Ліверпуль». Цей м'яч приніс «Ліверпулю» перемогу над «Маккабі» з Хайфи з рахунком 2:1. У своєму першому матчі Прем'єр-ліги, який він почав у стартовому складі, Гонсалес забив гол у ворота «Тоттенгема», «Ліверпуль» переміг з рахунком 3:0.

## Досягнення
- Ліверпуль
  - Суперкубок Англії (1): 2006
  - Фіналіст Ліги чемпіонів УЄФА: 2006-07
- ЦСКА
- Чемпіон Росії (1): 2012–13
- Володар Кубка Росії (2):

ЦСКА (Москва):  2010–11, 2012–13
- Володар Суперкубка Росії (1):

ЦСКА (Москва): 2013
- Універсідад Католіка
- Чемпіон Чилі (1): 2014/15 К
- Коло-Коло
- Чемпіон Чилі (1): 2016/17 А
- Збірна Чилі
- Переможець Кубка Америки (1): 2016

## Статистика
| Сезон   | Клуб                 | Країна  | Ліга             | Матчі | Голи |
| ------- | -------------------- | ------- | ---------------- | ----- | ---- |
| 2002    | Універсідад Католіка | Чилі    | Прімера Дивізіон | 6     | 0    |
| 2003    | Універсідад Католіка | Чилі    | Прімера Дивізіон | 28    | 7    |
| 2004    | Універсідад Католіка | Чилі    | Прімера Дивізіон | 8     | 1    |
| 2004—05 | Альбасете            | Іспанія | Ла Ліга          | 25    | 5    |
| 2005—06 | Реал Сосьєдад        | Іспанія | Ла Ліга          | 16    | 5    |
| 2006—07 | Ліверпуль            | Англія  | Прем'єр-ліга     | 25    | 2    |
| 2007—08 | Реал Бетіс           | Іспанія | Ла Ліга          | 24    | 6    |
| 2008—09 | Реал Бетіс           | Іспанія | Ла Ліга          | 20    | 4    |
| 2009    | ЦСКА Москва          | Росія   | Прем'єр-ліга     | 5     | 2    |
| 2010    | ЦСКА Москва          | Росія   | Прем'єр-ліга     | 0     | 0    |